# Bloomberg
A Bloomberg L.P. é uma empresa de tecnologia e dados para o mercado financeiro e agência de notícias operacional em todo o mundo com sede em Nova York. A empresa foi fundada em 1982 por Michael Bloomberg, ex-prefeito da cidade de Nova York de 2002 a 2013. A empresa emprega mais de 18.500 pessoas em todo o mundo, com escritórios em mais de 173 países.
Bloomberg L.P. distribui informação econômica, financeira e informatizado, possui diversas plataformas para execução de operações financeiras no mundo todo, além de notícias de regulamentação e conformidade legal e de pesquisa. Divisões incluem Bloomberg Profissional (Bloomberg Terminal), Bloomberg News, Bloomberg Radio e Bloomberg Businessweek. 
Bloomberg é um dos principais provedores mundiais de informação para o mercado financeiro. Os terminais de informações Bloomberg estão presentes em quase 100% dos bancos, fundos de investimentos, corretoras e seguradoras no mundo. Dentro de 10 anos teve uma captação de mais de 10 mil clientes do Terminal Bloomberg Profissional, uma rede privada inovadora com os dados, análises e outras informações financeiras. Na mesma década, Bloomberg lançou Bloomberg News e abriu escritórios em todo o mundo.
Esta última década viu o desenvolvimento de avanços tecnológicos em produtos e serviços essenciais: como e-mail e mensagens instantâneas que fez o serviço Bloomberg Profissional a principal escolha de mais de 320 mil negócios e finanças profissionais globalmente. Hoje, Bloomberg está aplicando seu extensos dados, notícias e tecnologia para oferecer novas ferramentas nas áreas de governo, a lei, a energia e os desportos. 
Possuem também uma emissora de TV a cabo, a Bloomberg Television que faz a transmissão ao vivo, das principais bolsas de valores ao redor do mundo, bem como entrevistas e matérias sobre o mercado financeiro. A Bloomberg publica também livros e revistas com conteúdo financeiro e relatórios diversos. A Bloomberg também é conhecida por ser o canal com maior profusão de informação da rede televisiva, jogando na tela seis informações diferentes. 

## História
Bloomberg, enquanto trabalhava na Salomon Brothers, projetava sistemas financeiros computacionais para uso interno da mesma. Em 1981, quando a Salomon Brothers foi vendida, Michael Bloomberg recebeu seu cheque de recisão contratual na quantia de US$10.000.000,00 e investiu na fundação da Innovative Market Systems - IMS("Inovativa" Sistemas de Mercado), criando e desenvolvendo sistemas computacionais para prover cálculos e dados financeiros entre outras análises financeiras em tempo real, atendendo demandas da bolsa de valores Wall Street.

## Bloomberg no Brasil
Após expandir o sinal da emissora para Canadá e para o México, a Bloomberg lançou seu sinal internacional na Austrália e no Brasil em agosto de 2022 através do Prime Video Channels da Amazon. Na versão brasileira os textos na tela estão em português assim como os feeds de noticias e índices da Bovespa, porém o áudio não conta com uma tradução simultánea em português brasileiro. 
Em agosto de 2021, a Bloomberg lançou a plataforma de mídia Bloomberg Línea, uma aliança entre a Falic Media e a Bloomberg Media. A plataforma produz conteúdo em português, espanhol e inglês para atender o público da América Latina e Caribe.